# Anestis Anastasiadis
Anestis Stavros Anastasiadis (Grieks: Ανέστης Αναστασιάδης) (Ptolemaida, 21 januari 1983) is een Grieks voetballer. Hij speelt als centrale verdediger bij AO Kerkyra.
Anastasiadis speelde tot juli 2000 bij Iraklis Ptolemaidas. Hij was dat jaar aanvoerder van het Grieks nationaal elftal op het Europees kampioenschap Onder-17. Anastasiadis maakte indruk op het toernooi en hij werd gecontracteerd door FC Barcelona. Bij de Catalaanse club speelde de verdediger van 2000 tot 2002 in het tweede elftal. Hij was destijds bij Barça B een van de weinige buitenlanders, naast de Braziliaan Thiago Motta en de Nigeriaan Haruna Babangida. Uiteindelijk kon Anastasiadis bij FC Barcelona niet geheel overtuigen en hij vertrok in 2002 transfervrij naar OFI Kreta. De verdediger was tot 2006 actief voor deze club, waarna Anastasiadis bij promovendus AO Kerkyra ging spelen.